# Listă de pictori angolezi
Aceasta este o listă de pictori angolezi.

## C
- Marcela Martins Costa

## G
- António Gomes Gonga
- Jorge Gumbe

## L
- Franck Lundangi

## N
- Frederico Ningi

## Q
- Gabriel Francisco Quissanga